# Shin-Hidaka
Shinhidaka (新ひだか町, Shinhidaka-chō) és una vila i municipi de la subprefectura de Hidaka, a Hokkaido, Japó. Shinhidaka també forma part del districte de Hidaka. Tot i no ser la capital, Shinhidaka és el municipi més populós i el centre econòmic de la subprefectura de Hidaka.

## Geografia

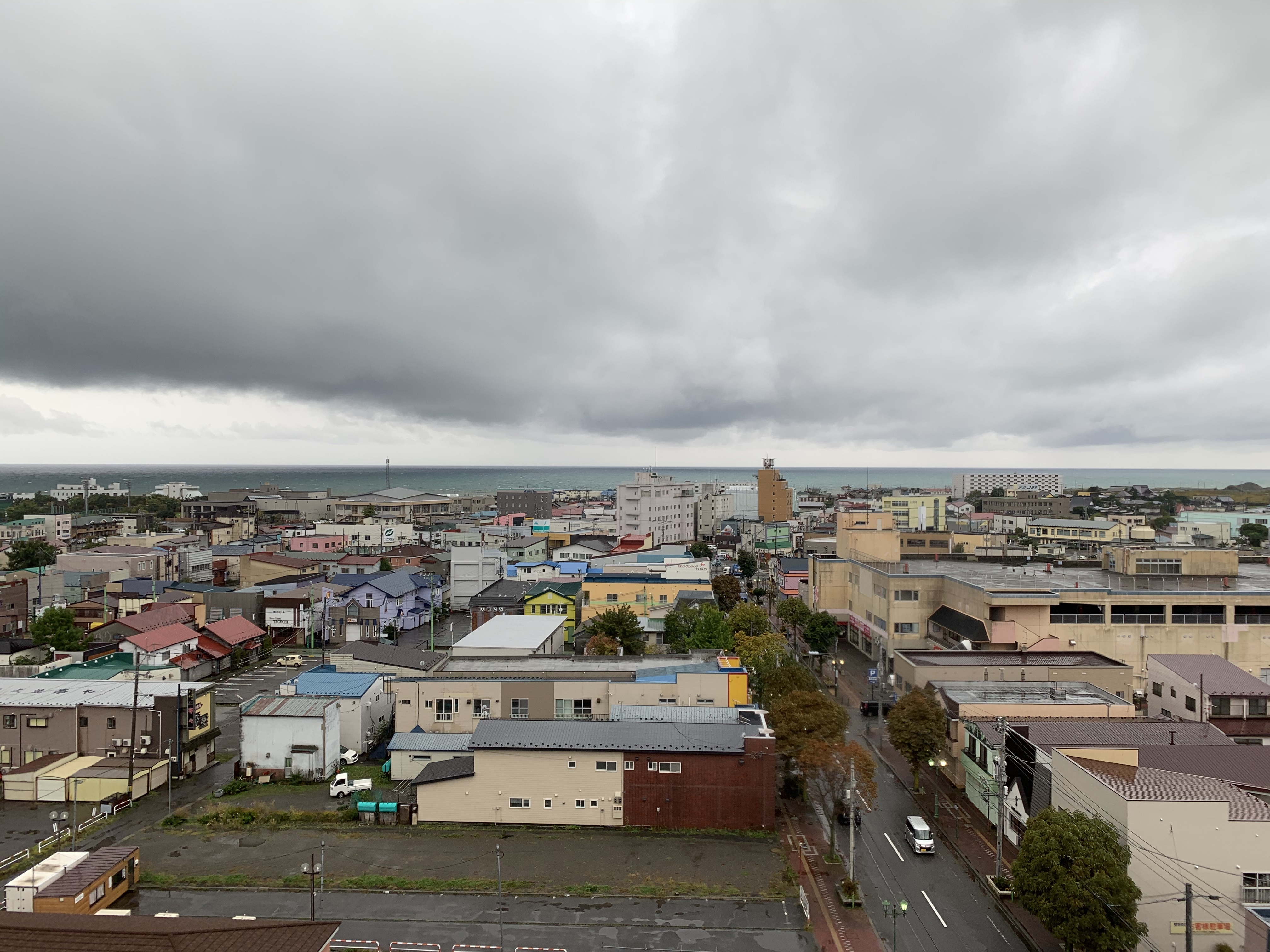
Panoràmica de Shin-Hidaka

El municipi de Shinhidaka es troba localitzat a la subprefectura de Hidaka, al sud-est de Hokkaido. Dins de Hidaka, la vila es troba al centre geogràfic de la subprefectura. La superfície total del terme municipal de Shin-Hidaka és de 1.147,74 quilòmetres quadrats (km²). El punt més alt és el mont Kamuiekuuchikaushi, a 1.979 metres (m) d'altura. Pel municipi passen diversos rius nascuts als monts Hidaka que acaben a la mar com ara el Shizunai i el Mitsuishi.
El terme municipal de Shin-Hidaka limita amb els de Niikappu al nord, Urakawa al sud i Nakasatsunai i Taiki, totes dues pertanyents a la subprefectura de Tokachi, a l'est. Cap a l'oest, la vila només limita amb l'oceà pacífic.

## Història

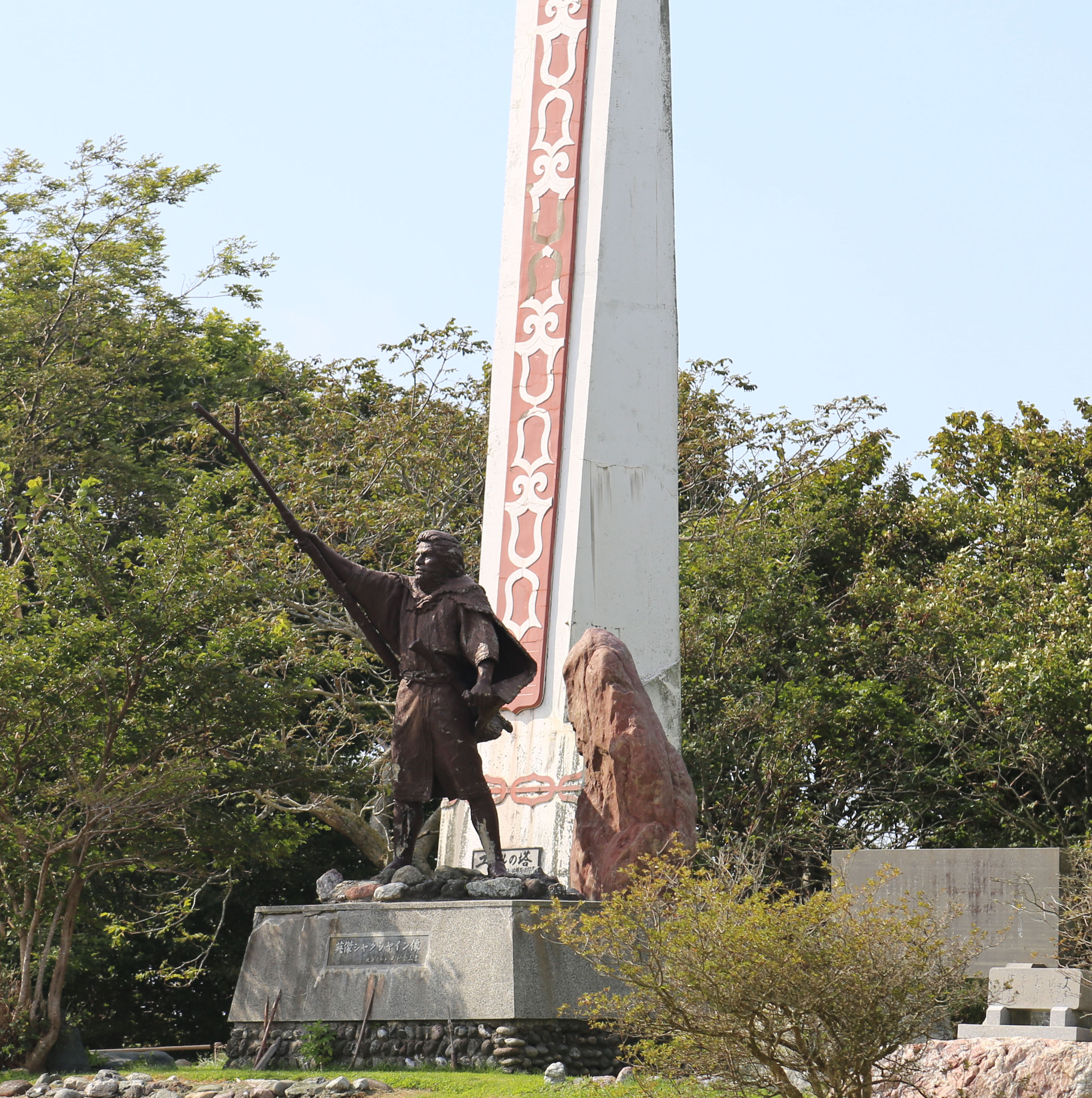
Monument al cabdill Shakushain

La història de Shin-Hidaka com a municipi és moderna. Fins al segle xix, les valls entre rius on ara es troba el municipi estaven poblades per les tribus d'ainus. A les darreries del període Tokugawa, els japonesos van començar a establir-se a la zona. On avui dia s'hi troba Shin-Hidaka va tindre lloc l'anomenada rebel·lió de Shakushain entre els anys 1669 i 1672, quan els ainus de la zona liderats pel cabdill Shakushain es rebel·laren contra els colons japonesos del clan Matsumae; el combat se saldà amb la derrota dels ainu i la mort de Shakushain.
El Nijikken dōro (二十間道路) o carrera dels vint "ken" és una avinguda flanquejada per cirerers en flor de la varietat Ezoyamazakura, sent una important atracció turística. El camí de vuit quilòmetres fou creat per a una visita de la família imperial a la propera granja de cavalls de Niikappu l'any 1903. La granja és propietat de l'Agència de la Casa Imperial. Costà cinc anys el trasplantar arbres de les muntanyes properes per a crear l'avinguda i fou finalitzada el 1916. Anualment se celebra un festival de cirerers en flor a Shizunai. El 31 de març de 2006, les viles de Mitsuishi i Shizunai es van unir, donant lloc així al naiximent de la vila de Shin-Hidaka, prenent el nom de la subprefectura, "Hidaka", i afegint-le la paraula "Shin", és a dir, "nou" en català. Per tant, el nom de la vila es podria traduir com a "Nova-Hidaka".

## Demografia

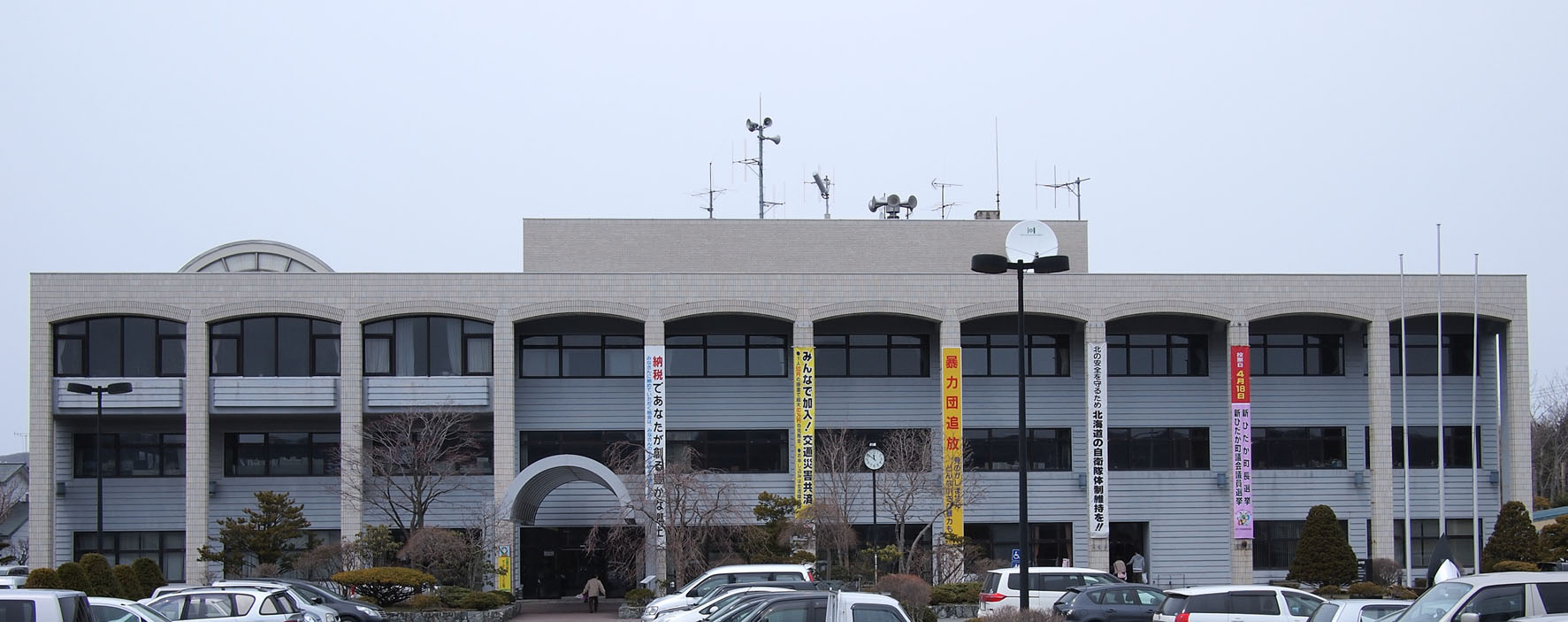
Ajuntament de Shin-Hidaka

## Demografia[6]
| Gràfica d'evolució de Shin-Hidaka entre 1920 i 2020 |
|                                                     |

## Transport

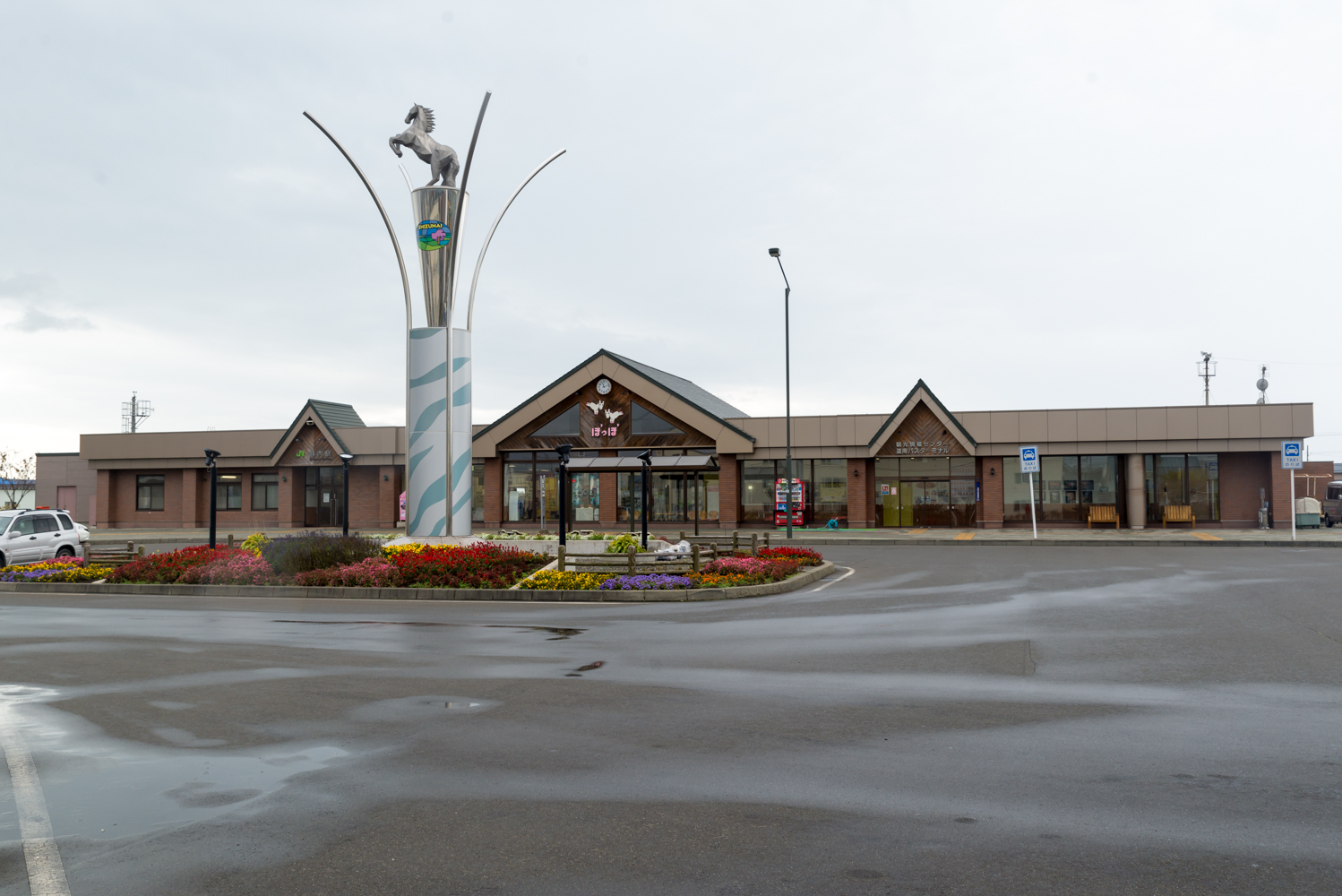
Estació de Shizunai

### Ferrocarril
Totes les estacions es troben sense trànsit des de 2015 quan es suspengueren els serveis de la línia Hidaka de JR Hokkaido a causa dels desperfectes causats per un tifó. El servei fou suspés permanentment i substituït per una línia d'autobús l'1 d'abril de 2021.
- Companyia de Ferrocarrils de Hokkaido (JR Hokkaidô)
  - Shizunai - Higashi-Shizunai - Hirutachi - Hidaka-tōbetsu - Hidaka-mitsuishi - Hōei - Honkiri

### Carretera
- Nacional 235
- Prefectural 71 - Prefectural 111 - Prefectural 234 - Prefectural 534 - Prefectural 637 - Prefectural 746 - Prefectural 796 - Prefectural 992 - Prefectural 1025

## Agermanaments
- Sumoto, prefectura de Hyogo, Japó.[9]
- Lexington, Kentucky, EUA.[10]
- Minami-Awaji, prefectura de Hyogo, Japó.[9]
- Mima, prefectura de Tokushima, Japó.[9]